# Suzuki DR Big 750 S
Die Suzuki DR Big 750 S war ein Motorradmodell des japanischen Herstellers Suzuki. Es wurde 1987 auf dem Pariser Autosalon vorgestellt und ab 1988 geliefert. Es handelte sich damals um das hubraumstärkste Einzylindermotorrad in Serienfertigung. Der starr am Kraftstofftank montierte zusätzliche „Schnabel“ erregte bei der Vorstellung 1987 Aufsehen. Das Modell wurde bis 1990 unter dem Modellcode SR41B gefertigt.

## Geschichte
Die Entwicklungen begannen 1985, als man bei Suzuki beschloss, die hubraumstärkste Serienenduro herzustellen. Konstruiert wurde der Motor von Hiroshi Moritaki. Es wurden zunächst Versuche mit einem Ovalkolbentriebwerk mit sechs Ventilen pro Zylinder und 680 cm³ angestellt; diese Lösung wurde jedoch wieder verworfen. Mit Erscheinen der Kawasaki KLR 650 wurde 1986 der Zielhubraum auf 730 cm³ angehoben, um einen gewissen Abstand zum Wettbewerber herzustellen. Der Listenpreis betrug zum Verkaufsstart 8.990 DM. Die Verkaufszahlen blieben hinter den Erwartungen zurück.

## Konstruktion
Der luft-/ölgekühlte Viertaktmotor erzeugt aus 727 cm³ Hubraum eine Nennleistung von 37 kW (50 PS) und ein maximales Drehmoment von 55 Nm bei einer Drehzahl von 5.500 min−1. Der Zylinder hat eine Bohrung von 105 mm Durchmesser, der Kolben einen Hub von 84 mm bei einem Verdichtungsverhältnis von 9,5:1.
Um die Vibrationen zu dämpfen, verfügt der mit CDI-Doppelzündung ausgestattete Luft-Öl-gekühlte Vierventilmotor über zwei Ausgleichswellen. Die Gemischzufuhr erfolgt durch zwei Gleichdruckvergaser von Mikuni. Alle Maschinen sind mit einem E-Starter ausgestattet. Bei der ersten Serie musste von Hand ein Dekompressionshebel zum Starten gezogen werden. Die Motorleistung wird über eine Achtscheibenkupplung in Ölbad, einem fußgeschalteten Fünfganggetriebe und einer O-Ring-Kette an das Hinterrad geleitet.
Das Fahrwerk baut auf einem Einrohrrahmen mit geteilten Unterzügen auf. Die Telegabel hat einen Standrohrdurchmesser von 41 mm und ist mit einer Luftunterstützung ausgerüstet. Das Hinterrad ist mit einem Zentralfederbein ausgerüstet.
Bei den ersten Modellen SR 41(B) und SR 42 wurde noch ein Kraftstofftank aus Blech verbaut der 29 Liter, davon 6 l Reserve fasst. Der Verbrauch beträgt etwa 5,5 l Normalbenzin auf 100 km. Die daraus bedingten hohen Reichweiten machen diese Maschine zu einer Fernreiseenduro. Das hohe Fahrzeuggewicht und die kurzen Federwege schränken die Geländetauglichkeit ein. Für Schotterpisten sowie leichteres bis mittleres Gelände oder Sand sind sie aber geeignet.
Vorne haben alle Modelle eine Einscheibenbremse. Während die SR41 hinten anfangs über eine Trommelbremse verfügt, wird spätestens an der SR42/43 hinten eine Scheibenbremse verbaut und der Hubraum ist auf annähernd 800 cm³ vergrößert. Dieser Motor verfügt auch über eine 1-in-2-Auspuffanlage. Die Bezeichnung dieser Variante ist Suzuki DR 800 S.

## Technische Daten
- Federweg vorn/hinten: 240/220 mm
- Lenkkopfwinkel: 61,1°
- Nachlauf: 136 mm
- Bereifung vorn/hinten: 90/90-21 / 130/80-17
- Trockengewicht: 179 kg[3]